# 程安东
程安东（1936年10月—），男，安徽淮南人，中华人民共和国政治人物。合肥工业大学采矿系本科函授班毕业，高级工程师。中共第十四届中央候補委員，十五届中央委员。曾任第十届全国政协常委，中共陕西省委副书记，陕西省人民政府省长。现任陕西工商管理硕士（MBA）学院院长。

## 生平
程安东于1960年9月毕业于辽宁阜新煤矿学校。毕业后被分配到江西萍乡矿务局高坑煤矿工作；后曾做到萍乡矿务局生产处工程师的职务。“文革”开始后，程安东受到冲击，被下放到矿井下劳动。后历任“萍乡矿务局”技术员、科长、工程师、副总工程师、副矿长、总工程师兼副局长、局长。1980年6月加入中国共产党。1983年6月，程安东转任地方工作，出任中共萍乡市委副书记、市长:789，1984年转任中共南昌市委副书记、市长，江西省人民政府省长助理等职。
1990年，程安东调任陕西；并历任中共陕西省委常委、中共西安市委书记、西安市人大常委会主任等职。1994年2月，出任中共陕西省委副书记，陕西省人民政府省长，是在2001年4月，因陕西连续发生了三起特大安全责任事故，共计死亡103人，国务院决定对程安东给予行政记过处分。因此，他也成为当时因安全事故频出，而受到处分的级别最高的行政官员。2003年3月，退休后的程安东当选为第十届全国政协常委、经济委员会副主任。